# August Wall
Carl Johan August Wall, född 18 mars 1855 i Sevalla i Västmanlands län, död 2 maj 1934 i Stockholm, var en svensk ämbetsman.
Wall blev 1876 filosofie kandidat och 1881 juris kandidat vid Uppsala universitet, 1883 vice häradshövding och 1895 expeditionschef i Sjöförsvarsdepartementet. Han var 1903–1909 landshövding i Gotlands län och blev 1909 regeringsråd. År 1902 blev Wall hedersledamot av Kungliga Örlogsmannasällskapet. Wall var ledamot av navigationsskolekommittén (1897–1898) och ordförande i sjöfartssäkerhetskommittén (1906) samt ledamot av kyrkomötet 1908. Han var ledamot av Musikaliska akademien (1915; en period vice preses) och Svenska bibelsällskapets kommitté (samma år). Wall är begravd på Norra begravningsplatsen utanför Stockholm.

## Utmärkelser
- Kommendör med stora korset av Nordstjärneorden, 6 juni 1913.[6]
- Riddare av Carl XIII:s orden, 28 januari 1918.